# Sigumpar (Sigumpar)
Sigumpar is een bestuurslaag in het regentschap Toba Samosir van de provincie Noord-Sumatra, Indonesië. Sigumpar telt 1277 inwoners (volkstelling 2010).